# Štefan Harabin
Štefan Harabin, né le 4 mai 1957 à Ľubica (district de Kežmarok) (Slovaquie orientale), est un juriste et homme politique slovaque. Il a notamment été président de la Cour suprême de la République slovaque de 1998 à 2003 et de 2009 à 2014 et ministre de la justice de 2006 à 2009.
Candidat à l'élection présidentielle slovaque de 2019, il est éliminé au premier tour, terminant en troisième position avec 14,4 % des voix.

## Biographie
Štefan Harabin, né dans la région de Prešov, a effectué sa scolarité au lycée de Kežmarok avant des études de droit à l'université de Košice. De 1980 à 1990 il est auditeur de justice puis juge à Košice puis Poprad. Il est ensuite nommé au ministère de la justice à Bratislava (1991-1992), puis membre de la Cour suprême de la République slovaque, qu'il préside de 1998 à 2003 et de 2009 à 2014.
Il quitte la Cour suprême de 2006 à 2009 pour être vice-président du gouvernement (chargé du ministère de la justice) dans le cabinet de coalition de Robert Fico, au titre du ĽS-HZDS de Vladimír Mečiar. 
Il est au centre de plusieurs polémiques, accusé notamment d'avoir menti devant le parlement sur ses relations avec une personne liée à la mafia albanaise mêlée à des trafics de stupéfiants. Il est également accusé d'avoir limogé à son arrivée au gouvernement plusieurs présidents de tribunaux, entraînant des pourvois devant la Cour constitutionnelle de la République slovaque, qui s'est déclarée incompétente,.
Štefan Harabin s'est marié deux fois et est le père de 4 enfants.